# 최량
최량(崔亮, ? ~ 995년 4월 1일)은 고려 전기의 문신이다. 또한 성종(成宗)조에 내사시랑(內史侍郞) 겸 민관어사(民官御事) 동내사문하평장사(同內史門下平章事) 감수국사 등의 관직을 역임하였다.

## 생애
경주(慶州) 사람으로, 광종(光宗) 때 과거에 급제하여 공문박사(攻文博士)가 되었다.
성종이 즉위하기 전에 그를 사우(師友)로 삼았고, 성종이 즉위한 뒤에 발탁되어 좌산기상시 참지정사 겸 사위경(左散騎常侍 叅知政事 兼司衛卿)이 되었다. 병 때문에 100일의 병가를 요청한 것에 대해 어사선관(御事選官)이 규정에 따라 해직을 요청함에 따라 성종이 재가하였으나, 얼마 뒤 성종은 자신이 즉위하기 전부터 충정을 다해 부족한 자신을 바로 잡은 공로가 있다며 곧 복직을 명했다고 한다. 복직하고 얼마 지나지 않아 문하시랑(門下侍郞)으로 임명되었다.
성종 12년(993년) 8월 거란의 1차 침입 당시 문하시랑(門下侍郞)으로써 하군사(下軍使)로 임명되어 상군사(上軍使) 시중(侍中) 박양유(朴良柔), 중군사(中軍使) 내사시랑(內史侍郞) 서희(徐熙)과 함께 병력을 거느리고 북계(北界)로 가서 거란을 방어하는 임무를 맡았다.
《고려사》 열전에는 "성품이 너그럽고 후덕하였으며, 속문(屬文)에 능하였다"고 평하고 있으며, 성종 13년(994년)에 세워진 《갈양사혜거국사비》의 비문을 김후인과 함께 작성하였다. 비문에는 당시 그의 관직을 내사문하평장사 감수국사 태자소사(內史門下平章事 監修國史 太子少師)라고 기재하고 있다.
성종 14년(995년) 4월 1일에 사망하자 성종이 그를 애도하며 태자태사(太子太師)로 추증하였고, 부의로 쌀 300섬과 보리 200섬에 뇌원차(腦原茶) 1천 각(角)을 보냈으며, 예법대로 그를 장사지냈다. 시호는 광빈(匡彬)이라 하였다. 뒤에 성종의 묘정에 배향하였고, 여러 차례 추증하여 태위 태보 태사 내사령 삼중대광(太尉 太保 太師 內史令 三重大匡)이 되었다.
목종(穆宗) 원년(998년) 성종이 태묘에 모셔질 때 최승로와 함께 배향되었다. 덕종(德宗) 2년(1033년) 삼중대광(三重大匡)이 증직되었다.

## 자손
아들은 최원신(崔元信)·최원좌(崔元佐)·최원억(崔元億)·최원위(崔元偉)·최원간(崔元偘)·최원보(崔元保)·최원준(崔元俊)이다. 최원신은 갑과(甲科)에 급제하여 호부시랑 예빈경(戶部侍郞 禮賓卿)을 역임하였다. 현종 때 이수화(李守和)와 함께 송에 신년을 하례하러 갔는데, 귀국하자 사행을 받드는 데 있어서 욕보이게 했다고 하여 유배되었다.

## 같이 보기
- 서희(徐熙)
- 고려-거란 전쟁